# La Soupe aux Schtroumpfs (album)
La Soupe aux Schtroumpfs est le dixième album de la série de bande dessinée Les Schtroumpfs de Peyo publié en 1976 aux éditions Dupuis.
L'album contient le récit La Soupe aux Schtroumpfs et une série de gags : Schtroumpferies.

## Synopsis

### La Soupe aux Schtroumpfs
Grossbouf, un géant affamé, rend visite à Gargamel. Le sorcier lui affirme que le seul plat capable de le rassasier est une soupe aux Schtroumpfs. Cependant trois Schtroumpfs ont surpris leur conversation et décident de tendre un piège à Gargamel.

### Schtroumpferies
Cette partie de l'album est constituée de gags d'une page. Les quatre dernières pages forment une même histoire.